# حمد بن عبدالعزیز الکواری
حمد بن عبدالعزیز الکواری (زادهٔ ۱ ژانویه ۱۹۴۸) یک دیپلمات و سیاستمدار قطری است. الکواری در حال حاضر معاون نخست‌وزیر دولت قطر و رئیس کتابخانه ملی قطر است. وی قبلاً وزیر فرهنگ، هنر و میراث قطر (از ۲۰۰۸ تا ۲۰۱۶) بود. وی پیش از این سفیر قطر در فرانسه و آمریکا محسوب می‌شد و در سازمان آموزشی، علمی و فرهنگی سازمان ملل متحد حضور ثابت داشت. دکتر الکواری در انتخابات سال ۲۰۱۷ برای انتخاب مدیرکل یونسکو نامزد شد. وی متأهل و پدر سه فرزند است. کواری همچنین رئیس انجمن بازرگانان قطر و یکی از بنیانگذاران و رئیس شورای مشورتی مرکز آزادی رسانه دوحه بوده‌است. وی دارای نشان ملی لیاقت، لژیون دونور و نشان هنر و ادب فرانسه می‌باشد.